# نیسان فرانتیر
نیسان فرانتیر (به انگلیسی: Nissan Frontier) که در ایران به نیسان پیکاپ معروف است، یک خودرو پیکاپ است که از که از آغاز ۱۹۹۷ تولید شده‌است.